# 欧内斯特·钱伯斯
欧内斯特·钱伯斯（英語：Ernest Chambers，1907年4月7日—1985年1月29日），英国男子自行车运动员。他曾代表英国参加1928年、1932年和1936年夏季奥林匹克运动会自行车比赛，获得二枚银牌。